# Sabethes glaucodaemon
Sabethes glaucodaemon är en tvåvingeart som först beskrevs av Dyar och Shannon 1925.  Sabethes glaucodaemon ingår i släktet Sabethes och familjen stickmyggor. Inga underarter finns listade i Catalogue of Life.